# Эльстерберг
Эльстерберг (нем. Elsterberg) — город в Германии, в земле Саксония. Подчинён земельной дирекции Хемниц. Входит в состав района Фогтланд.  Население составляет 4627 человек (на 31 декабря 2010 года). Занимает площадь 25,07 км². Официальный код  —  14 1 78 150.
Город подразделяется на 8 городских районов.